# Cryptobia
Cryptobia ist eine Gattung von Flagellaten, die im Blut, im Darm oder an den Kiemen von Fischen leben. Die meisten Spezies stehen mit ihrem Wirt in einer kommensalen Beziehung, einige Arten haben aber auch pathogene Wirkung. Insgesamt sind 52 Arten bekannt, von denen 40 im Blut ihrer Wirte leben, sieben das Verdauungssystem besiedeln und fünf auf den Kiemen oder der Körperoberfläche zu finden sind.
Der Komplex der von Cryptobia verursachten Erkrankungen wird von einigen Forschern als Kryptobiose bezeichnet, andere Forscher lehnen dies jedoch ab, da der Begriff Kryptobiose bereits seit 1959 für einen Zustand extrem reduzierten Stoffwechsels Verwendung findet.

## Verbreitung
Cryptobia-Arten finden sich in den Gewässern Afrikas, Asiens und Europas sowie in Nordamerika. Die Mehrzahl der Arten befällt Süßwasserfische. Seit den 1980er Jahren ist aber bekannt, dass Cryptobia eine starke Toleranz hinsichtlich der Salinität zeigt und auch Salzwasserfische befallen werden.

## Merkmale
Die Vertreter der Cryptobia sind von spindelförmiger, stromlinienförmiger Gestalt. Sie erreichen eine Größe von 12 bis 22 Mikrometer in der Länge und 3,5 bis 4,5 Mikrometer im Durchmesser. Der Kinetoplast ist lang und schmal. Vom vorderen Ende gehen zwei Geißeln aus, von den eine frei beweglich ist und als Schlaggeißel der Fortbewegung dient. Die andere Geißel läuft an der Zelle entlang zum Hinterende und ragt darüber hinaus. Gelegentlich formt sie mit der Pellikula eine undulierende Membran.

## Lebenszyklus
An den Kiemen und im Verdauungstrakt lebende Cryptobia werden ohne Zwischenwirt direkt von Fisch zu Fisch übertragen. Sie dringen über das Maul in ihren Wirt ein und verankern sich mit der rückwärtigen Geißel am Kiemen- oder Darmepithel. Die Vermehrung erfolgt durch Zellteilung in Längsrichtung. Arten, die im Blut ihres Wirtes leben, benötigen einen Zwischenwirt aus der Ordnung der Egel. Die ektoparasitischen Spezies sind wahrscheinlich weniger wirtsspezifisch als ihre den Darm und das Blut bewohnenden Verwandten.

## Schadwirkung
Da sich häufig große Mengen Cryptobien an den Kiemen ihrer Wirte finden, wurde sie lange Zeit als pathogen betrachtet. Neuere Untersuchungen zeigen aber, dass externe Cryptobia keine Gewebsalterationen verursachen. Einige blutbewohnende Arten können jedoch zu hohen Verlusten unter den infizierten Fischen führen:
- C. tincae verursacht bei Schleien (Tinca tinca) die sogenannte Schlaffsucht
- C. salmositica kommt natürlicherweise im Blut des Silberlachses (Oncorhynchus kisutsch) vor, verursacht aber Verluste beim Königslachs (Oncorhynchus tshawytscha)
- C. iubilans löst durch Einkapselungen im Binde- und Fettgewebe schwere Entzündungen aus
- C. bullocki ist die Ursache schwerer Anämien bei Plattfischen

In den 1990er Jahren verursachte eine im Darmtrakt lebende Cryptobia-Art große Verluste unter den Fischen des Malawisees. Befallene Tiere starben innerhalb weniger Tage.

## Behandlung
Zur Behandlung von nicht für die Nahrungsmittelproduktion bestimmten Fischen ist der Einsatz von Medikamenten auf der Basis von Carnidazol, Dimetridazol, Metronidazol, Nifuratel, Tinidazol oder Methylenblau möglich. Bei Nutzfischen ist die Bekämpfung der Zwischenwirte von wesentlicher Bedeutung.